# Övertorneå kommunala realskola
Övertorneå kommunala realskola var en kommunal realskola i Övertorneå verksam från 1952 till 1964.

## Historia
Skolan inrättades 1 juli 1952 som en kommunal realskola.
Realexamen gavs från omkring 1954 till 1964.